# Fiódor Vasíliev
Fiódor Vasíliev (del ruso: Фёдор Васильев) (c. 1707-1782) fue un campesino de Shuya, Rusia. Supuestamente su primera mujer vivió hasta los 76 años de edad, y entre 1725 y 1766, tuvo 69 niños (16 pares de gemelos, 7 conjuntos de trillizos y 4 conjuntos de cuatrillizos) 67 de ellos sobrevivieron con la pérdida tan solo de un par de gemelos. La primera mujer de Vasíliev marcaría así el récord de mayor cantidad de niños nacidos de una sola mujer; aun así, pocos detalles se saben de su vida, como su nombre y fecha de nacimiento o muerte. Vasíliev también supuestamente tuvo 18 niños con su segunda mujer, quién tuvo 6 pares de gemelos y 2 conjuntos de trillizos, haciéndole padre de un total de 87 niños. Se cree que de sus 87 hijos, al menos 82 sobrevivieron a la infancia.
La primera historia publicada sobre los hijos de Fiódor Vasíliev apareció en una edición de 1783 de The Gentleman's Magazine (Vol. 53 p. 753, Londres, 1783) y declara que la información "aunque sorprendente, puede depender, ya que proviene directamente de un comerciante inglés en San Petersburgo a sus parientes en Inglaterra, quién añadió que el campesino debía ser presentado a la Emperatriz". Los mismos números fueron dados en un libro de 1834 de Bashutskiy, Saint Petersburg Panorama.
Muchas de las fuentes publicadas muestran dudas en cuanto a la veracidad de estas declaraciones. Según un artículo de 1933 por Julia Bell en Biometrika, un libro de 1790 de B. F. J. (Hermann Statistische Schilderung von RußLa) proporcionó las declaraciones sobre los hijos de Fiódor Vasíliev pero "con precaución".  Bell también nota que el caso fue reportado por The Lancet en un artículo de 1878 sobre el estudio de gemelos. El artículo en The Lancet declara que la Academia francesa de Ciencias intentó verificar las declaraciones sobre los hijos de Vasíliev y contactó con "M. Khanikoff de la Academia Imperial de San Petersburgo sobre consejos sobre los métodos que deberían seguir, pero él comentó que toda investigación era superflua, que miembros de la familia todavía vivían en Moscú y que habían sido el objeto de favores del Gobierno". Bell concluye que el caso de Vasíliev "tiene que ser considerado con sospecha". De modo parecido, Marie Clay en un libro de 1998 anota: "Tristemente, esta evasión de investigación apropiada parece, retrospectivamente, haber dado un golpe terminal a nuestras posibilidades de establecer los verdaderos datos de este caso extraordinario".
El dato sobre Vasíliev y sus hijos aun así está incluido en el El libro Guinness de los récords.